# Coregoninae
Die Coregoninae bzw. Coregonidae (Renken und Verwandte) sind eine Unterfamilie der Lachsfische (Salmonidae) bzw. eine Familie der Lachsartigen (Salmoniformes). Es sind meist Fische mit schlankem, seitlich abgeflachtem Körper, engem Maul und kleinen oder rückgebildeten Zähnen. Sie kommen in Süßgewässern im Norden Nordamerikas, in Nord- und Mitteleuropa und in Nordasien vor. Die größte Artenvielfalt lebt in Sibirien.

## Merkmale
Coregoninae besitzen große Schuppen, die im Unterschied zu den Heringsartigen aber fest sitzen. Sie haben immer weniger als 110 Schuppen entlang der deutlich sichtbaren Seitenlinie. Die kurze Rückenflosse wird von weniger als 16 Flossenstrahlen gestützt. Die Bauchflossen sitzen niedrig (ventral), die Schwanzflosse ist gegabelt bzw. deutlich eingebuchtet. Die Maxillare ist unbezahnt, das Pflugscharbein trägt kleine Zähne oder ist unbezahnt. Ein Orbitosphenoid (Schädelknochen) ist vorhanden, eine Suprapräoperculare (Knochen des Kiemendeckels) fehlt. Coregoninae sind einfarbig grau, weißlich oder braun.

## Lebensweise
Unter den Coregoninae gibt es Wanderfische in fließenden Gewässern und brackigen Küstenabschnitten und stationäre Formen in stehenden Süßgewässern. Alle sind sauerstoffbedürftig und bevorzugen kalte Gewässer. Sie ernähren sich von Plankton und benthalen Wirbellosen, der Weißlachs (Stenodus leucichthys) von kleineren Fischen. Coregoninae laichen für gewöhnlich im Spätherbst oder Winter. Die Entwicklungsdauer der Eier beträgt für gewöhnlich drei bis vier Monate.

## Gattungen

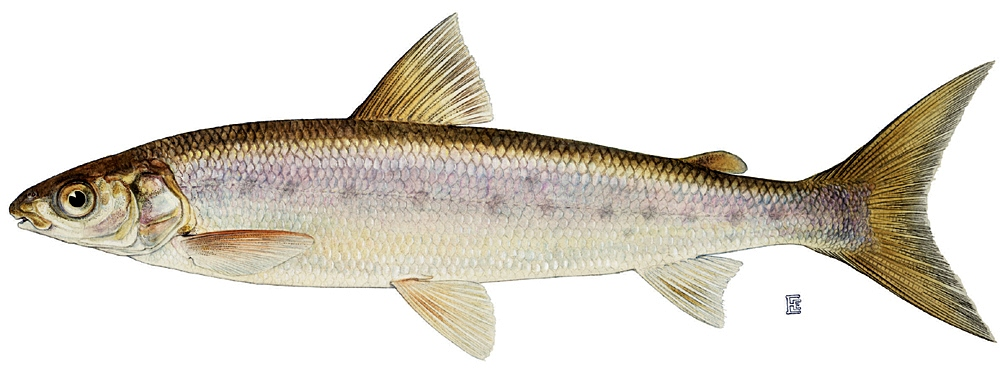
Prosopium cylindraceum

Es gibt drei Gattungen mit über 70 Arten, zahlreichen Unterarten und Lokalformen:
- Coregonus Linnaeus, 1758
- Prosopium Jordan, 1878
- Stenodus Richardson, 1836

Viele Arten bastardisieren miteinander.

## Systematik
Die Coregoninae werden in den meisten Systematiken als Unterfamilie der Lachsfische (Salmonidae) klassifiziert, in neueren Veröffentlichungen teilweise auch als eigenständige Familie innerhalb der Lachsartigen (Salmoniformes).
Das folgende Kladogramm zeigt die systematische Stellung der Coregoninae:
|  | Coregoninae                                                         |
|  |                                                                     |
|  | \| \| Salmoninae \| \| \| \| \| \| Äschen (Thymallinae) \| \| \| \| |
|  |                                                                     |
|  | Salmoninae                                                          |
|  |                                                                     |
|  | Äschen (Thymallinae)                                                |
|  |                                                                     |

|  | Salmoninae           |
|  |                      |
|  | Äschen (Thymallinae) |
|  |                      |